# Lasar Segall

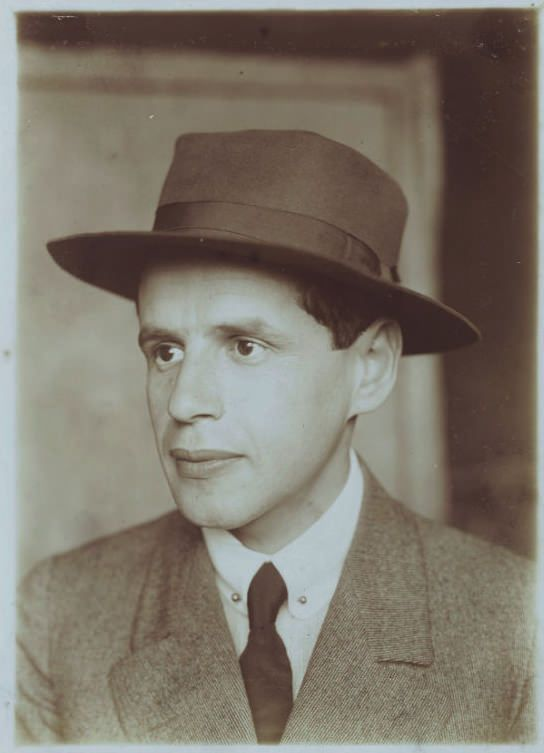
Lasar Segall

Lasar Segall (geboren am 21. Juli 1891 in Wilna; gestorben am 2. August 1957 in São Paulo) war ein  Maler, Grafiker und Bildhauer in Berlin, Dresden und Brasilien .

## Leben und Wirken
Lasar Segall wurde als sechstes von acht Kindern von Esther Ghodes Glaser Segall und Abel Segall im jüdischen Viertel von Wilna geboren. Mit vierzehn Jahren besuchte er die Zeichenschule von Wilna, mit fünfzehn Jahren ging er nach Berlin und setzte hier seine Studien an der Königlichen Akademie der Künste fort. 1910 ging er als Meisterschüler an die Kunstakademie von Dresden und schloss hier seine Studien ab. 1912 bis 1913 unternahm er seine erste Reise nach Brasilien, wo er seine Geschwister Oscar, Jacob und Luba besuchte. Ende des Jahres 1913 kehrte er nach Deutschland zurück, wo er 1918 Margarete Quack heiratete.
1919 gründete Lasar Segall mit Künstlerfreunden und Kollegen wie Otto Dix, Conrad Felixmüller, Wilhelm Heckrott, Otto Lange, Constantin von Mitschke-Collande, Peter August Böckstiegel, Otto Schubert, Gela Forster und Hugo Zehder, die Dresdner Sezession. „Bettler, Verhungernde, Auswanderer, verfolgte Juden, Kranke im Wartezimmer des Arztes, Sterbende, das werden wieder seine Begleiter. Von der Arbeit Erschöpfte, Mühselige and Beladene.“ Der Kunstkritiker Paul Ferdinand Schmidt schrieb über die Dresdner Sezession und Lasar Segall: „Der stärkste und ausgereifteste Maler in ihr ist zweifellos Lasar Segall, den die Stadtmuseen von Dresden und Chemnitz in allerjüngster Zeit für museumsreif erklärt haben.“
Es folgten viele Ausstellungen und Reisen in Europa. 1924 trennte sich Lasar Segall von Margarete Quack und kehrte nach Brasilien zurück. Dort heiratete er im Juni 1925 Jenny Klabin, mit er zwei Söhne hatte, Oscar Klabin Segall und Maurício Klabin Segall.
In São Paulo war Segall auch als Lehrer und Organisator tätig und übte auf mehrere brasilianische Künstlergenerationen einen großen Einfluss aus.
1932 war er Mitbegründer der Sociedade Pró-Arte Moderna (SPAM). Es folgten weitere Ausstellungen in Europa und Brasilien. In Nazi-Deutschland war er einer der verfemten Künstler. 1937 wurde in der Aktion „Entartete Kunst“ eine bedeutende Anzahl von Werken Segalls aus dem Schlesischen Museum der Bildenden Künste Breslau, der Kunsthütte Chemnitz, dem Kupferstichkabinett und dem Stadtmuseum Dresden, dem Museum für Kunst und Heimatgeschichte Erfurt, dem Museum Folkwang Essen, der Städtischen Sammlung Freiburg im Breisgau (Augustinermuseum) und der Städtischen Galerie Nürnberg beschlagnahmt. Die meisten wurden danach zerstört. Einige wurden auf der Wanderausstellung „Entartete Kunst“ präsentiert, einige konnten nach 1945 sichergestellt werden.
Seit Mitte der 1930er Jahre setzte sich Segall mit den universalen Themen des Krieges, der Vernichtung und der Emigration auseinander: 1937 malte er das Gemälde Pogrom (Museu Lasar Segall, São Paulo), es folgten Krieg (1942, Museu Lasar Segall, São Paulo), Konzentrationslager (1945, Privatsammlung) sowie Exodus (1947, Jewish Museum, New York City). Ein Schlüsselbild dieser zeithistorischen Werkreihe ist das Gemälde Navio de emigrantes (1941, Museu Lasar Segall, São Paulo).
1955 wurde er mit einem eigenen Raum auf der III. Biennale für Moderne Kunst in São Paulo geehrt. Am 2. August 1957 starb Lasar Segall mit 66 Jahren in São Paulo. Nach seinem Tod widmete sich seine Witwe Jenny Klabin Segall der Katalogisierung und Kuration seines künstlerischen Vermächtnisses. Sie organisierte Ausstellungen seiner Werke in Europa und Israel. Das Wohnhaus des Ehepaars Segall ließ sie umbauen, um dort ein ihm gewidmetes Museum einzurichten. Das Museum eröffnete einem Monat nach ihrem Tod am 21. September 1967, die Leitung übernahm Sohn Maurício Klabin Segall.

## Stil
Gegenstand seiner Gemälde war der Mensch in Bezug zu anderen Menschen und zu Gott, wobei seine Bilder „an religiöser Kraft“ zunahmen. Gemalt wurden von ihm „Bettler, Verhungernde, Auswanderer, verfolgte Juden, von der Arbeit Erschöpfte, Kranke im Wartezimmer des Arztes und Sterbende“. An seinem Stil wird vor allem die Intensität und religiöse Kraft betont. Er arbeitete mit „größter Intensität des Ausdrucks und in entsagungsvollen Strichen und Farben“. Dabei verzichtete er „mit asketischer Hartnäckigkeit auf jedes entbehrliche Mittel von Farbe und Form“.